# Xiu Xiu
Xiu Xiu (pronuncia shoo-shoo) è un gruppo musicale di rock sperimentale statunitense, originario di San Jose (California).

## Il nome
Il nome del gruppo è ispirato al film cinese Xiu Xiu: The Sent Down Girl del 1998, diretto da Joan Chen.

## Stile
La musica degli Xiu Xiu, spesso assai ostica e complessa, ha un forte carattere sperimentale ed è influenzata da diversi generi musicali, tra cui rock, punk rock, new wave, noise rock, ambient, rumorismo, musica classica contemporanea, folk, sperimentale, elettronica e noise pop. La maggior parte dei testi trattano di temi cupi come il suicidio, l'AIDS, la guerra e tutto quanto viene comunemente considerato "tabù". Musicalmente gli Xiu Xiu mescolano percussioni spesso cacofoniche e divergenti stili lirici. La musica degli Xiu Xiu è anche influenzata da band della scena post-punk inglese come i Cure e da gruppi industrial come i Nine Inch Nails.

## Storia
Il gruppo nasce a San Jose nel 2000, anche se a tappe si stabilirà a Seattle e Washington. La band è il frutto dell'ingegno musicale del cantautore Jamie Stewart (già membro di gruppi come IBOPA e Ten in the Swear Jar), che è stato anche l'unico membro fisso del gruppo. Alla formazione iniziale si aggiunse prima Cory McCulloch (bassista) e poi diversi amici di Stewart, tra cui Lauren Andrews e Yvonne Chen (tastiere). 

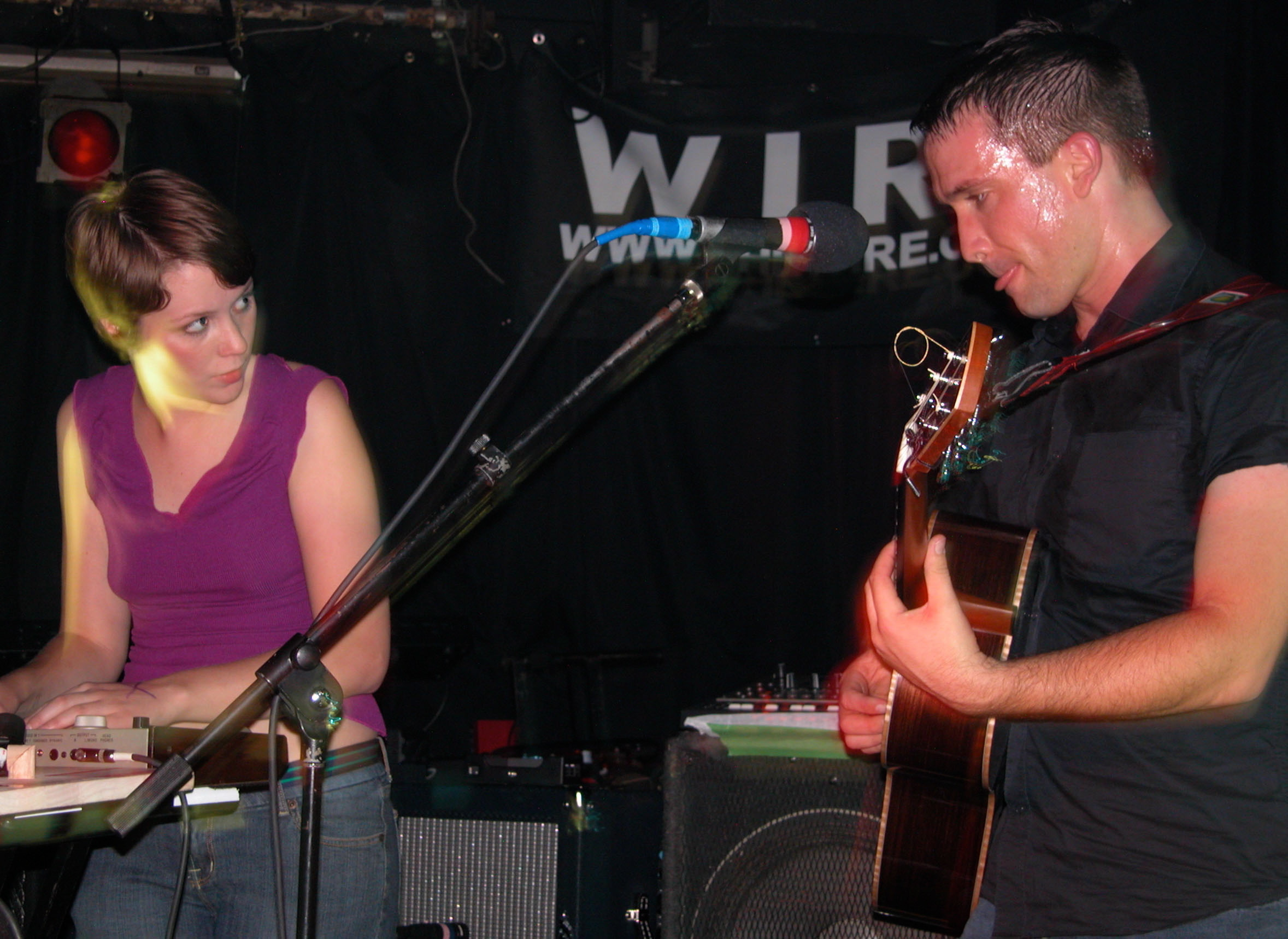
Caralee McElroy e Jamie Stewart, Adventures in Modern Music 2004

Nel corso della storia della band, tuttavia, la line-up muterà spesso e coinvolgerà anche il percussionista Ches Smith (Deerhoof), la cugina di Jamie Stewart, ossia Caralee McElroy, i membri di Mr. Bungle e dei The Dead Science Sam Mickens e Jherek Bischoff. Alcuni di loro, tra cui McCulloch, avevano suonato con Stewart anche in alcune sue band precedenti, come Ten in the Swear Jar e IBOPA. 
Firmato un contratto con la 5 Rue Christine, nel 2002 pubblicano Knife Play. Nello stesso anno esce l'EP Chapel of the Chimes (Absolutely Kosher), che contiene la cover di Ceremony dei New Order. Il 2002 è quindi un anno di soddisfazioni artistiche per la band, che però si conclude tragicamente: il padre di Jamie Stewart, Michael Stewart (cantante dei We Five) si suicida, gettando il figlio nello sconforto. L'attività del gruppo comunque prosegue, anche se McCulloch abbandona temporaneamente il progetto. Nel 2003 viene pubblicato A Promise, album in cui vengono inserite anche chitarre e archi, e in cui si trovano anche la cover di Fast Car di Tracy Chapman e l'omaggio a Ian Curtis Ian Curtis Wishlist.
Dopo un tour promozionale, Stewart e soci ritornano in studio per registrare un mini-CD dal titolo abbastanza esplicito, Fag Patrol, distribuito in 1000 copie e contenente due inediti e alcune rielaborazioni.
Il loro terzo album in tre anni esce nel 2004 e si intitola Fabulous Muscles. La band si conferma dirompente ed eccentrica. Nel 2005 esce un album live chiamato Life and Live. Si tratta di un disco registrato dal vivo nel 2003 e contenente tracce per lo più acustiche. Nei ringraziamenti del disco appare anche il nome di Devendra Banhart.
Nel 2005 esce anche il quarto disco La Forêt, un album con meno elettronica e più melodia, quindi più introverso e riflessivo dei precedenti. Segue una collaborazione con il duo torinese dei Larsen, accreditata come XXL e confluita nella pubblicazione di ¡ !.
Nel 2006 esce The Air Force. La formazione del gruppo nel frattempo si era stabilizzata come trio (Stewart, Smith e McElroy). Sempre nel 2006 esce un EP di cover (Tu Mi Piaci) e un "picture disc" in 7" con immagini di David Horvitz. Prosegue il connubio Xiu Xiu-Larsen, nel 2007 infatti viene pubblicato Spicchiology?. Nello stesso anno esce anche il CD doppio Remixed & Covered, che contiene 18 tracce tra remix e cover degli Xiu Xiu realizzati da altri artisti, tra cui Devendra Banhart e Marissa Nadler. Il 2008 è l'anno di Woman as Lovers, che si distacca in parte dall'indie rock e segna una lieve svolta verso dei generi affini al pop rock e al soul.
Nel 2010 esce Dear God, I Hate Myself, primo dopo l'uscita dal gruppo di Caralee McElroy e l'arrivo nella band di Angela Seo alle tastiere, synth e batteria elettronica. Si tratta di un disco maturo impreziosito dal singolo Chocolate Makes You Happy. L'anno dopo è la volta di Always (Bella Union), in cui Stewart duetta in un brano con Carla Bozulich.

## Discografia

### Album in studio
- 2002 - Knife Play
- 2003 - A Promise
- 2004 - Fabulous Muscles
- 2005 - La Forêt
- 2006 - The Air Force
- 2008 - Women as Lovers
- 2010 - Dear God, I Hate Myself
- 2012 - Always
- 2013 - Nina
- 2014 - Angel Guts: Red Classroom
- 2014 - Unclouded Sky
- 2016 - Plays the Music of Twin Peaks
- 2017 - Forget
- 2019 - Girl With Basket of Fruit
- 2021 - Oh No
- 2023 - Ignore Grief
- 2024 - 13" Frank Beltrame Italian Stiletto with Bison Horn Grips

### Live Album
- 2005 - Life and Live

### Compilation
- 2003 - Fag Patrol
- 2008 - Xiu Xiu for Life: The First 5 Years
- 2012 - Rare
- 2014 - There Is No Right, There Is No Wrong

### EP
- 2002 - Chapel of the Chimes
- 2006 - Tu Mi Piaci
- 2022 - Grumpus Krampus
- 2023 - Ignore Grief Remixes

### Collaborazioni
- 2005 - ¡Ciaütistico! (con Larsen)
- 2006 - Creepshow (con Grouper)
- 2007 - Remixed & Covered
- 2007 - ¿Spicchiology? (con Larsen)
- 2007 - A Soundtrack for a Polaroid of Two Trees in Indiana
- 2009 - Desperate Living (con gli Horse the Band)
- 2010 - Blue Water White Death (con Jonathan Meiburg)
- 2011 - Hello Cruel World (con Sole and the Skyrider Band)
- 2012 - Düde (con Larsen)
- 2013 - Sal Mineo (con Eugene Robinson degli Oxbow)
- 2013 - Newstalgia
- 2014 - Christmas Island